# كريس سيل
كريس سيل (مواليد 30 مارس 1989) هو لاعب كرة القاعدة أمريكي يلعب في نادي بوسطن ريد سوكس.